# Pericoma exquista
Pericoma exquista és una espècie de dípter pertanyent a la família dels psicòdids present entre altres països: Grècia (incloent-hi l'illa de Creta), les illes britàniques, França, Alemanya, Polònia, Àustria, Hongria, Bulgària, els territoris de l'antiga República Federal Socialista de Iugoslàvia i Rússia.